# آب‌انبار فاضلخانی
آب‌انبار فاضلخانی  مربوط به دوره صفوی است و در سرایان، میدان کوثر واقع شده و این اثر در تاریخ ۱۰ خرداد ۱۳۸۲ با شمارهٔ ثبت ۸۷۳۶ به‌عنوان یکی از آثار ملی ایران به ثبت رسیده است.